# Tom Hollander

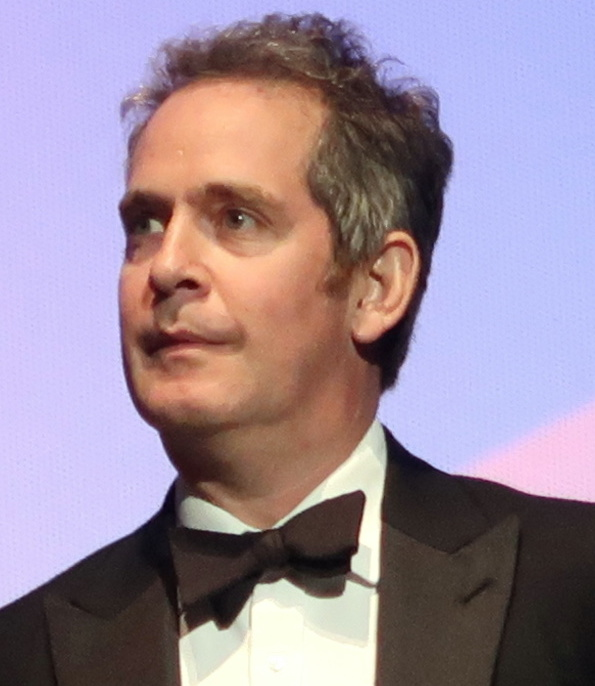
Tom Hollander (2017)

Thomas Anthony „Tom“ Hollander (* 25. August 1967 in Bristol, England) ist ein britischer Schauspieler und Synchronsprecher.

## Leben
Der 1967 in Bristol geborene Hollander wuchs in Oxford auf. Er war im Kindesalter Mitglied des National Youth Theatre. Seine Schwester ist die Regisseurin und Autorin Julia Hollander.
Zusammen mit seinem Sandkastenfreund Sam Mendes studierte er Englisch an der Universität Cambridge. Mendes führte bei vielen dortigen Theaterstücken Regie, in denen Hollander oft Rollen übernahm. Als er nach seinem Abschluss keine Stelle an einer Schauspielschule bekam, nahm er 1994 Mendes’ Angebot an, in dessen Inszenierung der Dreigroschenoper in seinem Theater Donmar Warehouse mitzuwirken. Das war sein Einstieg in die Berufs-Schauspielerei. Seitdem trat er in vielen britischen Theaterinszenierungen in Haupt- und Nebenrollen auf. Auch am Broadway war Hollander zu sehen. Oft übernahm er die Rolle des Schurken.
Später folgten auch Rollen in Film- und Fernsehproduktionen, wobei er anfänglich vor allem in kleineren Nebenrollen besetzt wurde. Unter anderem wurde er mit seinen Rollen in Enigma – Das Geheimnis (2001), Stolz und Vorurteil (2005) und in den beiden Fortsetzungen des Piratenfilms Fluch der Karibik, Pirates of the Caribbean – Fluch der Karibik 2 und Pirates of the Caribbean – Am Ende der Welt, als Charakterdarsteller bekannt. 2004 spielte er ebenfalls an der Seite von Johnny Depp in The Libertine die Rolle des Etherege. 2013 war Hollander in der romantischen Tragikomödie Alles eine Frage der Zeit an der Seite von Domhnall Gleeson und Bill Nighy als cholerischer Dramatiker Harry zu sehen. In der Filmbiografie Bohemian Rhapsody übernahm Hollander 2018 die Rolle des Queen-Managers Jim „Miami“ Beach.
Er lebt im Londoner Stadtteil Notting Hill.
In den deutschen Fassungen seiner Filme wird er meist von Axel Malzacher synchronisiert.

## Auszeichnungen
1992 bekam er den Ian Charleson Award für seine Leistung in Way of the World, das damals im Lyric Theatre in Hammersmith aufgeführt wurde. Zusammen mit dem gesamten Cast bekam er 2002 unter anderem den Screen Actors Guild Award für die Gesamtleistung des Ensembles in Gosford Park. 2005 war er bei den British Independent Film Awards als bester Nebendarsteller für The Libertine nominiert, ging aber leer aus. 2006 bekam er den London Critics’ Circle Film Award für die beste Nebenrolle in Stolz und Vorurteil. Im selben Jahr erhielt er für diese Rolle den Peter Sellers Award for Comedy.

## Filmografie (Auswahl)
- 1981: John Diamond (Fernsehfilm)
- 1993–1995: Harry (Fernsehserie, 19 Episoden)
- 1994: Milner (Fernsehfilm)
- 1996: Mütter & Söhne (Some Mother’s Son)
- 1996: Absolutely Fabulous (Fernsehserie, 2 Episoden)
- 1996: True Blue
- 1997: Gobble (Fernsehfilm)
- 1997: Absolutely Fabulous: Absolutely Not!
- 1998: The Clandestine Marriage
- 1998: Martha trifft Frank, Daniel & Laurence (Martha, Meet Frank, Daniel and Laurence)
- 1998: Kreuz und Queer (Bedrooms & Hallways)
- 1999: Wives and Daughters (Miniserie, 4 Episoden)
- 2000: Maybe Baby
- 2000: The Announcement
- 2001: Enigma – Das Geheimnis (Enigma)
- 2001: The Life and Adventures of Nicholas Nickleby (Fernsehfilm)
- 2001: Das Herz kennt kein Gesetz (Lawless Heart)
- 2001: Gosford Park
- 2002: Besessen (Possession)
- 2003: The Lost Prince (Fernsehfilm)
- 2003: Cambridge Spies (Miniserie, 4 Episoden)
- 2004: The Hotel in Amsterdam (Fernsehfilm)
- 2004: Stage Beauty
- 2004: Paparazzi
- 2004: The Libertine
- 2004: Piccadilly Jim
- 2005: Stolz und Vorurteil (Pride and Prejudice)
- 2006: The Darwin Awards
- 2006: Land of the Blind
- 2006: Pirates of the Caribbean – Fluch der Karibik 2 (Pirates of the Caribbean: Dead Man’s Chest)
- 2006: Ein gutes Jahr (A Good Year)
- 2006: Rabbit Fever
- 2007: Pirates of the Caribbean – Am Ende der Welt (Pirates of the Caribbean: At World’s End)
- 2007: The Company – Im Auftrag der CIA (The Company, Fernsehserie, 6 Episoden)
- 2007: Elizabeth – Das goldene Königreich (Elizabeth: The Golden Age)
- 2008: John Adams – Freiheit für Amerika (John Adams, Miniserie, 1 Episode)
- 2008: Operation Walküre – Das Stauffenberg-Attentat (Valkyrie)
- 2008: The Meant to Be’s (Fernsehfilm)
- 2008–2009: Freezing (Fernsehserie, 3 Episoden)
- 2009: Kabinett außer Kontrolle (In The Loop)
- 2009: Der Solist (The Soloist)
- 2009: Desperate Romantics (Miniserie, 6 Episoden)
- 2009: Gracie (Fernsehfilm)
- 2010: Goldfinger (Sprechrolle)
- 2010: Legally Mad (Fernsehfilm)
- 2010: Any Human Heart – Eines Menschen Herz (Any Human Heart, Miniserie, 3 Episoden)
- 2010–2014: Rev. (Fernsehserie, 19 Episoden)
- 2011: Wer ist Hanna? (Hanna)
- 2012: The Voorman Problem (Kurzfilm)
- 2011: Whole Lotta Sole
- 2012: Byzantium
- 2013: Alles eine Frage der Zeit (About Time)
- 2013: The Invisible Woman
- 2014: Muppets Most Wanted
- 2014: A Poet in New York (Fernsehfilm)
- 2014: The Riot Club
- 2014: Knifeman (Fernsehfilm)
- 2015: Mission: Impossible – Rogue Nation
- 2016: The Night Manager (Fernsehserie, 5 Episoden)
- 2016: Doctor Thorne (Miniserie, 4 Episoden)
- 2016: The Promise – Die Erinnerung bleibt (The Promise)
- 2017: Taboo (Fernsehserie, 5 Episoden)
- 2017: Die Wurzeln des Glücks (Holy Lands)
- 2017: Tulpenfieber (Tulip Fever)
- 2017: Solange ich atme (Breathe)
- 2017: Räuber Ratte (The Highway Rat, Fernsehfilm, Stimme)
- 2018: A Private War
- 2018: Bohemian Rhapsody
- 2018: Bird Box – Schließe deine Augen (Bird Box)
- 2018: Mogli: Legende des Dschungels (Mowgli: Legend of the Jungle) (Stimme)
- 2019: Baptiste (Fernsehserie, 6 Episoden)
- 2020: Us (Miniserie, 4 Episoden)
- seit 2020: Harley Quinn (Fernsehserie, Stimme)
- 2021: Die Flummel (Extinct, Stimme)
- 2021: Eine dunkle & grimmige Geschichte (A Tale Dark & Grimm, Fernsehserie, 3 Episoden, Stimme)
- 2021: The King’s Man: The Beginning (The King’s Man)
- 2022: Die Ipcress-Datei (The Ipcress File, Miniserie, 6 Episoden)
- 2022: The White Lotus (Fernsehserie, 4 Episoden)
- 2022: Der Junge, der Maulwurf, der Fuchs und das Pferd (The Boy, the Mole, the Fox and the Horse, Kurzfilm, Stimme)